# Rudolf Wittkower
Rudolf Wittkower, född 22 juni 1901 i Berlin i Tyskland, död 11 oktober 1971 i New York, var en tysk konsthistoriker.
Wittkower flyttade till London 1934 och föreläste vid Warburg Institute (University of London) från 1934 till 1956. Från 1956 till 1969 var han föreläsare vid Columbia University i New York.